# Wólka Wojsławska
Wólka Wojsławska [pronunciación en polaco: /ˈvulka vɔi̯ˈswafska/] es un pueblo ubicado en el distrito administrativo de Gmina Zduńska Wola, dentro del condado de Zduńska Wola, Voivodato de Łódź, en el centro de Polonia. Se encuentra a unos 6 kilómetros al norte de Zduńska Wola y a 39 kilómetros al suroeste de la capital regional Łódź.